# Walther Hermann Nernst
Walther Hermann Nernst (Wąbrzeźno, 25. lipnja 1864. – Niwica, 18. studenog 1941.), njemački fizičar i kemičar. Od 1891. profesor fizikalne kemije Sveučilišta u Göttingenu, a od 1905. Sveučilišta u Berlinu, gdje je od 1924. do 1933. bio ravnatelje Instituta za eksperimentalnu fiziku. Godine 1897. izumio je takozvani Nernstov štapić, svjetlosni izvor sa žarnim tijelom od cirkonijeva i itrijeva oksida koji služi kao izvor infracrvenoga zračenja. Kao jedan od osnivača suvremene fizikalne kemije, znatno je pridonio potvrdi Arrheniusove teorije elektrolitičke disocijacije. Nakon određivanja ovisnosti ravnotežnoga napona nekoga galvanskog elementa o aktivnosti tvari koje sudjeluju u elektrokemijskoj pretvorbi (Nernstova jednadžba, 1889.), otkrio je zakon raspodjele otopljene tvari u tekućinama koje se ne miješaju (Nernstov zakon). Godine 1906. postavio je treći stavak termodinamike (Nernstov stavak). 1910. dokazao je Einsteinovu teoriju o specifičnom toplinskom kapacitetu čvrstoga tijela, a 1912. fotokemijski ekvivalent. Otkrio je i termomagnetsku pojavu kod koje se u uzorku (vodiču ili poluvodiču) uz magnetsko polje, koje je okomito na smjer temperaturnoga gradijenta što ga uzrokuje tok topline kroz uzorak izazvan različitim temperaturama na njegovim krajevima, javlja poprečna termoelektrična sila; ako se pak na uzorak primijene identično postavljeno magnetsko polje i tok struje, javlja se temperaturni gradijent (Nernstov učinak). 
Njegovi prilozi teoriji galvanskih članaka (Nernstova teorija), termodinamici kemijske ravnoteže, poznavanju svojstava para pri visokim temperaturama i čvrstih tvari pri niskim temperaturama te fotokemiji značajni su za znanost, ali i za primjenu u industriji. Nernst je bio izvrstan eksperimentator, ali i teoretičar pa je na primjer znatno pridonio da kemičari prihvate kvantnu teoriju. Njegova knjiga Teorijska kemija sa stajališta Avogadrova zakona i termodinamike (njem. Teoretische Chemie vom Standpunkte der Avogadroschen Regel und der Thermodynamik, 1893.) doživjela je mnoga izdanja i smatrana je vodećim udžbenikom fizikalne kemije. Nernst se u kasnijim godinama života uglavnom posvetio astrofizičkim teorijama. 
Godine 1920. dobio je Nobelovu nagradu za kemiju.

## Nernstova jednadžba
Za ravnotežne elektrodne potencijale elektrokemijskih procesa vrijedi Nerstova jednadžba:
{\displaystyle E_{\text{r}}=E_{\text{r}}^{\ominus }-{\frac {RT}{zF}}\ln Q_{r}}
gdje je:
- Er  - ravnotežni elektrodni potencijal (elektromotorna sila) na nekoj temperaturi;
- Eor - standardni elektrodni potencijal;
- R - univerzalna plinska konstanta: R = 8,314 472(15) J K−1 mol−1
- T - apsolutna temperatura;
- F - Faradayeva konstanta: F = 9,648 533 99(24)×104 C mol−1
- z - broj elektrona koji sudjeluje u procesu;
- Qr - produkti potencija aktiviteta (koncentracija) oksidansa, odnosno reducensa u elektrodnom procesu.

Ravnotežni elektrodni potencijal nekog procesa ionizacije metala ovisi dakle o standardnom elektrodnom potencijalu, o temperaturi i o aktivitetu (koncentraciji) metalnih iona. Što je ravnotežni potencijal ionizacije viši, to jest što je pozitivniji (ili manje negativan), to je metal plemenitiji, to jest manje ionizaciji (elektrokemijskoj koroziji). Metali s nižim standardnim potencijalom (na primjer magnezij, aluminij, cink, željezo) imaju obično i niži ravnotežni potencijal ionizacije pa prema tome i veći afinitet za koroziju od metala s višim standardnim elektrodnim potencijalom (na primjer bakar, srebro, platina, zlato).